# Голь-Зард-е Мальмір
Голь-Зард-е Мальмір (перс. گل زردمالمير) — село в Ірані, у дегестані Гендудур, у бахші Сарбанд, шагрестані Шазанд остану Марказі. За даними перепису 2006 року, його населення становило 110 осіб, що проживали у складі 39 сімей.

## Клімат
Середня річна температура становить 11,13 °C, середня максимальна – 30,38 °C, а середня мінімальна – -11,96 °C. Середня річна кількість опадів – 295 мм.
| Клімат поселення                              | Клімат поселення | Клімат поселення | Клімат поселення | Клімат поселення | Клімат поселення | Клімат поселення | Клімат поселення | Клімат поселення | Клімат поселення | Клімат поселення | Клімат поселення | Клімат поселення | Клімат поселення |
| Показник                                      | Січ.             | Лют.             | Бер.             | Квіт.            | Трав.            | Черв.            | Лип.             | Серп.            | Вер.             | Жовт.            | Лист.            | Груд.            |                  |
| Середній максимум, °C                         | 6,20             | 8,07             | 12,52            | 19,01            | 24,13            | 29,38            | 30,38            | 30,26            | 25,35            | 19,38            | 12,28            | 6,80             |                  |
| Середня температура, °C                       | −2,86            | −1,01            | 3,44             | 9,91             | 15,06            | 20,29            | 24,44            | 24,33            | 19,40            | 13,44            | 6,34             | 0,86             |                  |
| Середній мінімум, °C                          | −11,96           | −10,12           | −5,64            | 0,83             | 5,97             | 11,21            | 18,49            | 18,37            | 13,46            | 7,50             | 0,40             | −5,09            |                  |
| Норма опадів, мм                              | 47               | 42               | 54               | 38               | 31               | 6                | 1                | 1                | 0                | 6                | 27               | 42               |                  |
| Середньомісячна швидкість вітру, м/с          | 1.66             | 2.58             | 2.96             | 2.72             | 2.54             | 2.39             | 2.39             | 2.20             | 2.15             | 1.92             | 1.94             | 1.69             |                  |
| Середньомісячна сонячна радіація, кДж/м²·день | 9433             | 12533            | 15251            | 18532            | 22502            | 27056            | 25989            | 24310            | 21523            | 16109            | 11292            | 9168             |                  |
| --------------------------------------------- | ---------------- | ---------------- | ---------------- | ---------------- | ---------------- | ---------------- | ---------------- | ---------------- | ---------------- | ---------------- | ---------------- | ---------------- | ---------------- |
| Джерело:                                      |                  |                  |                  |                  |                  |                  |                  |                  |                  |                  |                  |                  |                  |